# Stenbron över Aggaån
Stenbron över Aggaån är en äldre, men fortfarande existerande, landsvägsbro nära Jät, på gränsen mellan Tingsryds kommun och Växjö kommun.
Bron heter Aggabron och är omnämnd på 1600-talet. Bron är inte längre vägbro för allmän trafik. I äldre tider var Aggapasset en strategiskt viktig plats för att ta sig in i Värend. Här samlades allmogen 1612 inför ett förväntat danskt anfall . Bron har lett landsvägen mellan Urshult och Jät  över Aggaån strax söder om Jät. Den byggdes under 1870-talet av brobyggare Persson från Stenslanda i Tävelsås.
Aggaån är ett vattendrag som rinner upp vid Lenhovda  under namnet Bostorpaån fram till Linnebjörkesjön för att därefter kallas Kårestadsån för att efter Årydsjön kallas för Skyeån. Efter Lidhemssjön kallas vattendraget för Aggaån. Aggaån rinner ut i Åsnen vid gränsen mellan Tingsryd och Växjö kommun.